# Benjamin Mountfort
Benjamin Woolfield Mountfort (13 de marzo de 1825-15 de marzo de 1898) fue un emigrante inglés que se estableció en Nueva Zelanda donde se convirtió en uno de los más prominentes arquitectos del siglo XIX. Su trabajo resulta predominante en el estilo de la ciudad de Christchurch. Fue nombrado el primer arquitecto provincial responsable del desarrollo de la provincia de Canterbury. Influenció fuertemente la filosofía anglo-católica en la que se basan los inicios de la arquitectura victoriana. Se le da crédito por haber traído a Nueva Zelanda el estilo gótico renacentista. Sus diseños góticos construidos con madera y piedra en la provincia son considerados únicos en Nueva Zelanda. Actualmente, es considerado el fundador de la arquitectura de la provincia de Canterbury.

## Los primeros años
Mountfort nació en Birmingham, una ciudad industrial de las tierras medias de Inglaterra. Hijo del fabricante de perfume Thomas Mountfort y su esposa Susanna (née Woolfield). De adolescente se trasladó a Londres, donde estudió arquitectura del arquitecto Anglo-católico Richard Cromwell Carpenter, cuyo estilo de diseño gótico-medieval supondría una influencia para toda la vida en Mountfort. Tras terminar su formación Mountfort hizo prácticas de arquitectura en Londres. Tras su matrimonio en 1849 con Emily Elizabeth Newman, la pareja emigró en 1850 como uno de los primeros colonos de la provincia de Canterbury, llegando en uno de los famosos "primeros cuatro barcos", el Charlotte-Jane. Estos primeros colonos, conocidos como "The Pilgrims", tienen sus nombres grabados en una placa en la catedral, Christchurch, en frente de una de las catedrales que Mountfort había ayudado a diseñar.

## Nueva Zelanda
En 1850 Nueva Zelanda estaba en sus comienzos. El gobierno británico promovió la emigración a las colonias y Mountfort llegó Canterbury lleno de ambiciones y dispuesto a hacerse un hueco en el diseño de la nueva colonia. Con él y su mujer, vino también de Inglaterra su hermano Carlos, su hermana Susana, y la mujer de Carlos, todos con edades comprendidas entre los 21 y los 26 años. En un principio la vida en Nueva Zelanda fue dura y desagradable: Mountfort descubrió que había poca demanda de arquitectos. Christchurch era poco más que una aldea grande de chozas de madera situada en un llano. La nueva vida como arquitectos de los emigrantes en Nueva Zelanda había tenido un comienzo desastroso. El primer fracaso fue la iglesia de "Most Holy Trinity" en Lyttelton, derrumbada tras una ventisca poco después de su terminación. Esta desgracia fue atribuida al uso de madera defectuosa y al pobre conocimiento de los materiales locales de construcción. Fuera cuál fuera la causa, el resultado fue un duro golpe a su reputación. Un periódico local decía de él:
… un arquitecto de escasos conocimientos cuyos edificios habían traído cualquier cosa menos satisfacciones, siendo evidente la deficiencia en cuando al conocimiento de cualquier principio de construcción, aunque si un proyectista listo y un hombre de un cierto gusto
En consecuencia, Mountfort abandonó la arquitectura y regentó una librería a la vez que impartía lecciones de dibujo hasta 1857. Fue durante este periodo de yermo arquitectónico cuando desarrolló un interés por la fotografía que le acompañaría de por vida y le permitió suplementar sus escasos ingresos tomando retratos a sus vecinos. Mountfort era Mason (freemason) y uno de los primeros miembros de la logia de la Unanimidad, y el único edificio que diseñó durante esta época de su vida fue, en 1851, esta logia, la primera logia masónica en South Island.
http://www.biografiasycitas.com/index.php?option=com_content&task=view&id=1512&Itemid=47

## Vuelta a la arquitectura
En 1857 regresó a la arquitectura emprendiendo un negocio con el nuevo marido de su hermana Susana, Isaac Luck. Christchurch, que había obtenido estatus de ciudad en julio de 1856 y de capital administrativa de la provincia de Canterbury, había sufrido un desarrollo importante en este periodo. Este rápido crecimiento de la nueva ciudad significó grandes oportunidades para Mountfort y su nuevo socio. En 1858 recibieron el encargo de diseñar los nuevos edificios del consejo provincial de Canterbury, un edificio de piedra hoy recordado como uno de los trabajos más importantes de Mountfort. El planteamiento del edificio comenzó en 1861, cuando el consejo provincial había crecido incluyendo 35 miembros y el pequeño edificio de madera donde se ubicaba se había quedado pequeño.
Los nuevos y grandiosos planos para el nuevo edificio incluían no solo las oficinas necesarias para la ejecución de los trabajos del consejo, sino también comedores y espacios recreativos. Desde el exterior el edificio parecía austero, y similar a los primeros trabajos de Mountfort: una torre central flanqueada por dos alas al más puro estilo gótico del renacimiento. Sin embargo el interior era a los ojos victorianos un estallido de color y medievalismo; incluía ventanas de cristal coloreado, y un gran reloj de doble cara, uno de los cinco únicos en el mundo. El compartimiento estaba decorado al más puro estilo Ruskinesque, tallado por un escultor local llamado William Brassington, representando especies indígenas en Nueva Zelanda.
Este encargo tan importante puede parecer sorprendente, considerando la historia de Mountfort en Nueva Zelanda. Sin embargo, los edificios más pequeños que había diseñado el año anterior y la suerte habían impresionado a los administradores de la ciudad y había escasez de arquitectos disponibles. El clamor resultante de la arquitectura de estos edificios marcó el comienzo del resto de la carrera de Mountfort.

## Arquitectura gótica de Mounfort

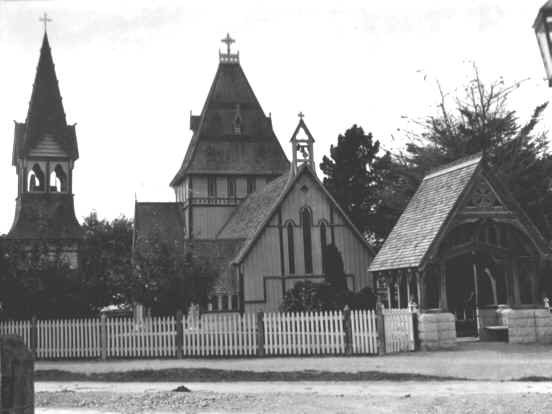
Iglesia de San Agustín en Waimate.

La vuelta del estilo gótico en la arquitectura empezó a ganar popularidad desde finales del siglo XVIII contrastándose con los estilos clásicos y formales que habían predominado los últimos 2 siglos. A los 16 años, Mountfort consiguió dos libros escritos por el renovador gótico Augustus Pugin: "Los verdaderos principios de la arquitectura cristiana o señalada y Una apología por la renovación de la arquitectura cristiana. Desde este momento, Mountfort fue un discípulo de los fuertes valores arquitectónicos de Pugin. Estos valores fueron cementados en 1846 cuando, a la edad de 21 años, Mountfort se transformó en discípulo de Richard Cromwell Carpenter.
Carpenter era, como Mountfort, un anglicano devoto y suscrito a las teorías del tractarianismo, y a los movimientos de Oxford y Cambridge. Estos conservadores movimientos enseñaban que la verdadera espiritualidad y la concentración en la oración era influenciada por los alrededores, y que la iglesia medieval había sido más espiritual que aquella del siglo XIX. Como resultado de esta ideología, la arquitectura medieval fue declarada como más espiritual que la clásica neopalacianista del siglo XVIII y 19. Augustus Pugin incluso dijo que la arquitectura medieval era la única forma posible para una iglesia y que el neopalacianismo era casi herético. Esa teoría no fue exclusiva de los arquitectos, y continuo hasta bien entrado el siglo XX. Esta escuela de pensamiento condujo a intelectuales tales como el poeta Ezra Pound, autor de The Cantos, a preferir edificios Romanescos, por sobre el Barroco con el argumento de que esta última representaba el abandono del mundo de la claridad intelectual por una serie de valores que se centraban en el infierno y el creciente dominio de la sociedad por banqueros, una raza a ser despreciada.
Sin importar la filosofía detrás de la reinserción del gótico, los gobernantes del Imperio británico sintieron que la arquitectura gótica era apta para las colonias, por sus fuertes connotaciones anglicanas, representando trabajo duro, moralidad y conversión de pueblos nativos. La ironía de esto era que muchas de las iglesias de Mountfort eran para Católicos, al igual que muchos de los nuevos inmigrantes eran de origen Irlandés. Para muchos constructores ingleses, miembros de la clase media, el gótico representaba el nostálgico recuerdo de las parroquias dejadas en el Reino Unido con su verdadera arquitectura medieval; esos fueron los patrones que eligieron los arquitectos y diseñadores.
El trabajo de Mountfort en Nueva Zelanda fue de la mayor variedad practicada por Carpenter, con altas ventanas. Mientras su carrera progresava y se había demostrado a sí mismo frente a las autoridades que lo empleaban, sus diseños se desarrollaron hacia una forma más europea, con torres y altas líneas ornamentales en el techo a la manera francesa, un estilo que no era peculiar para Mountfort, pero era respaldado por arquitectos tales como Alfred Waterhouse en el Reino Unido. Por otro lado, el estilo de palacio francés era siempre más popular en las colonias que en el Imperio británico, donde esos enormes edificios (el Museo de Historia Natural y la estación de Saint Pancras) eran objeto de críticas. Sin embargo, en los Estados Unidos, fue adoptado con mucho entusiasmo con familias tales como los Vanderbilts revistiendo la Quinta Avenida en Nueva York con muchos palacios góticos.
La habilidad de Mountfort como arquitecto 
Mountfort's skill as an architect residía en la adaptación de estsos estilos para satisfacer los escasos materiales disponibles en Nueva Zelanda. Mientras que las Iglesias de madera son abundantes en ciertas partes de los Estados Unidos, estas son generalmente de un simple diseño clásico, mientras que las Iglesias de madera góticas de Mountfort en Nueva Zelanda son tan ornamentadas como las que diseñó en piedra. Tal vez la extravagancia de su trabajo pueda ser explicado en una declaración de principios que él y su socio Luck escribieron cuando deseaban ganar la comisión para diseñar la casa del Gobernador de Auckland en 1857.
...En consecuencia, vemos en los edificios de la naturaleza, las montañas y los cerros; no la regularidad si no la diversidad; contrafuertes, murallas y torres son tan diferentes como es posible que lo sean, sin embargo producen un efecto que no es igualado por ningún trabajo, moldeados a la regularidad del esbozo. El simple estudio de un roble o un olmo sería suficiente para confirmar la teoría.
Esto parece ser el principio de diseño que Mountfort practicó durante su vida.

## Perspectiva de la obra de Mountfort

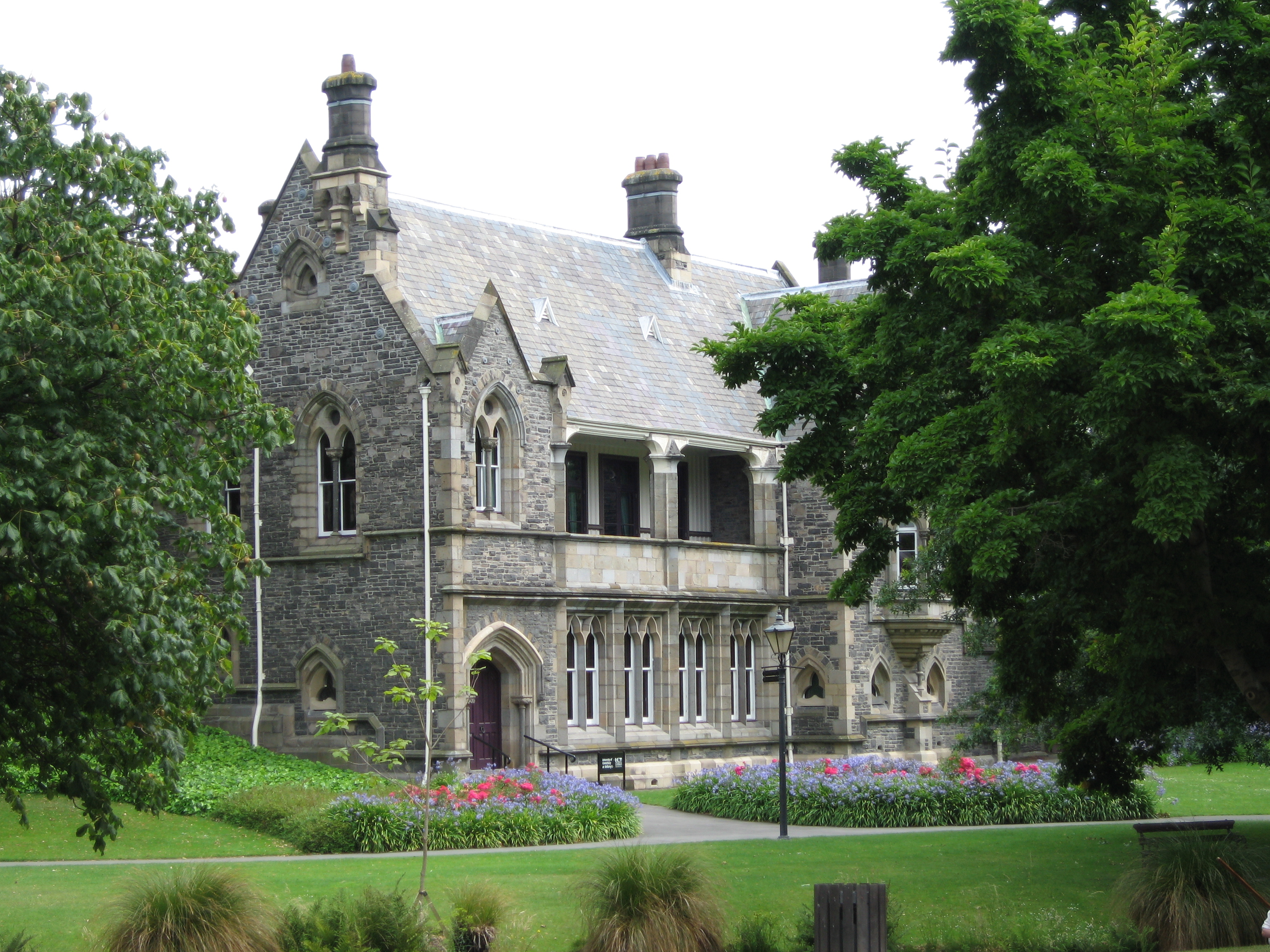
Edificio del consejo provincial de Canterbury. Uno de los primeros edificios góticos neozelandeses de Mountfort según el estilo del que se apropió.

Evaluando las obras de Mountfort, ha de evitarse compararlas con una escuela de diseños similares en Europa. En la década de 1860, Nueva Zelanda era un país en desarrollo, donde brillaban por su ausencia materiales disponibles por doquier en Europa. Aquellos que estaban al alcance eran de pésima calidad, como descubrió Mountfort al utilizar madera verde en un primer proyecto que acabó en desastre. Sus primeros edificios en su nueva patria fueron a menudo demasiado altos, o estaban inclinados en exceso, ya que no tuvo en cuenta las diferencias con el paisaje y clima europeos. No obstante, se adaptó pronto y desarrolló su habilidad en el uso de materias primas y en bruto. 
Christchurch y sus alrededores son lugares únicos en Nueva Zelanda en lo que se refiere a su arquitectura gótica, algo que se puede atribuir de forma directa a Benjamin Mountfort. Si bien Mountfort vivió de lo que le pagaban los contratistas privados, se le recuerda sobre todo por sus proyectos públicos, civiles y para la Iglesia de Inglaterra. Sus monumentales edificios civiles Góticos de piedra de Christchurch, que encajarían sin problemas en Oxford o Cambridge, son un maravilloso logro en comparación con la deficiencia de los materiales empleados. Sus iglesias góticas hechas en madera son un compendio del arte decimonónico en la provincia de Canterbury. Se las acepta, y son de hecho parte del paisaje. De ese modo, el logro de Benjamin Mountfort fue convertir su estilo arquitectónico preferido en parte de la identidad de la provincia de Canterbury. Tras su muerte, Cyril, uno de sus siete hijos, continuó trabajando el estilo de su padre hasta bien entrado el siglo XX. Cyril Mountfort terminó el proyecto de la iglesia de St. Luke's in the City que dejó inacabado su padre. De ese modo, y a través del continuo uso de sus muchos edificios, el legado de Mountfort sigue vivo. Es, junto con su contemporáneo R.A. Lawson, uno de los mayores arquitectos neozelandeses del siglo XIX.